# Sébastien Lépine
Pour les articles homonymes, voir Lépine.
Sébastien Lépine, né le 1er juillet 1974, est un violoncelliste canadien.

## Biographie
Sébastien Lépine a d’abord étudié avec Micheal Kilburn au Conservatoire de musique de Trois-Rivières (1984-1995), Antonio Lysy à l’Université McGill (1995-1996) et avec Janos Starker à l’Université d’Indiana (1996-1998),,,. Il joue actuellement sur un violoncelle J.B. Vuillaume et un archet E. Sartory prêtés par CANIMEX,,,.
Sébastien a produit plusieurs enregistrements et a joué en concert partout au Canada, ainsi qu'aux États-Unis, au Mexique, en Italie et en France,,,. Il a joué avec l'Orchestre symphonique de Trois-Rivières, la Camerata Orquesta de Bellas Artes de Mexico, l'Orchestre philharmonique de Chihuahua, l'Orchestre de la francophonie, l'Orchestre de chambre Appassionata et l'Orchestre symphonique de Drummondville,.

### Enseignement
Pédagogue, Sébastien Lépine dispense de l’enseignement depuis ses débuts :
Il enseigne au programme musique de l’Académie Les Estacades depuis 1999, où il dispense des cours de musique de chambre, d’orchestre à cordes, d’orchestre symphonique, et de chorale,.
Il enseigne le violoncelle au Conservatoire de musique de Trois-Rivières depuis 2012, les classes de violoncelle, de musique de chambre et d’orchestres,.

### Compositions
Sébastien Lépine encourage la musique de création, et ainsi, le Concerto pour violoncelle et orchestre du compositeur Gilles Bellemare lui a été dédié, et Sébastien Lépine en a fait la création en 2009.
Lui-même a composé déjà plusieurs œuvres, certaines pour violoncelle électrique, une autre en quatre mouvements pour violoncelle et quatuor à cordes (2014 – Imagination ; violoncelle solo et quatuor à cordes),.

## Prix
| Année     | Prix                                                   | Organisme d'attribution du prix         |
| --------- | ------------------------------------------------------ | --------------------------------------- |
| 2012      | Lauréat - «Projet Bareil-Lépine»                       | Gala Arts Excellence                    |
| 2007      | Prix Louis-Philippe Poisson - «Projet Bareil-Lépine»,. | Grands Prix culturels de Trois-Rivières |
| 2007-2008 | Finaliste - Album «Bareil-Lépine»                      | Prix Opus                               |

## Tournées ou réalisations notables
Sébastien Lépine a été invité autant au Mexique, en Italie, aux États-Unis qu’au Canada,,,. Ses réalisations notables sont :
- Création du Concerto pour violoncelle de Gilles Bellemare[7].
- Cordes en délire[22],[23],[24],[8],[25].
- Sylvain Cossette Symphonique[26],[27],[28],[29].
- Desjardins Symphonique[24],[30]